# Yi Munyol
Yi Mun-yol (n. 18 mai, 1948) este un scriitor sud-coreean.